# Segunda toma de posesión de Carlos Andrés Pérez
La segunda toma de posesión de Carlos Andrés Pérez como presidente de Venezuela, también conocida como La Coronación, tuvo lugar el 2 de febrero de 1989.

## Preparativos

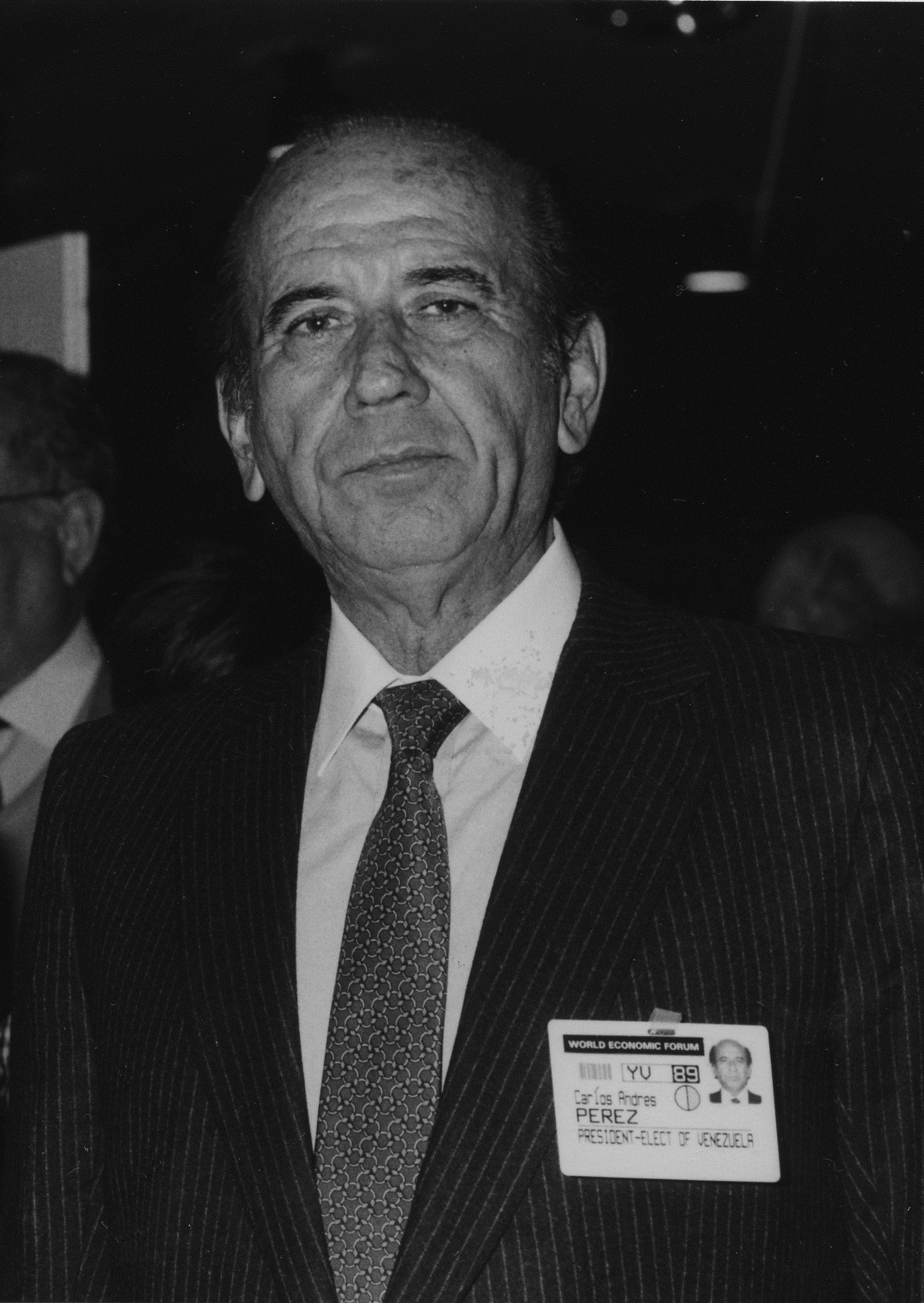
Carlos Andrés Pérez en 1989.

El evento se llevó a cabo en la Sala Ríos Reyna del Teatro Teresa Carreño, siendo la primera vez que se celebra en un lugar diferente al Palacio Federal Legislativo, sede del Congreso donde habitualmente se realizan las tomas de posesión presidenciales en Venezuela. 5.000 funcionarios de seguridad fueron desplegados en Caracas con la finalidad de custiodiar a las 800 personalidades invitadas. Las fuentes policiales indicaron que las mayores medidas de seguridad estarían centradas en torno al dictador cubano, Fidel Castro y al vicepresidente de Estados Unidos, Dan Quayle.

## Invitados

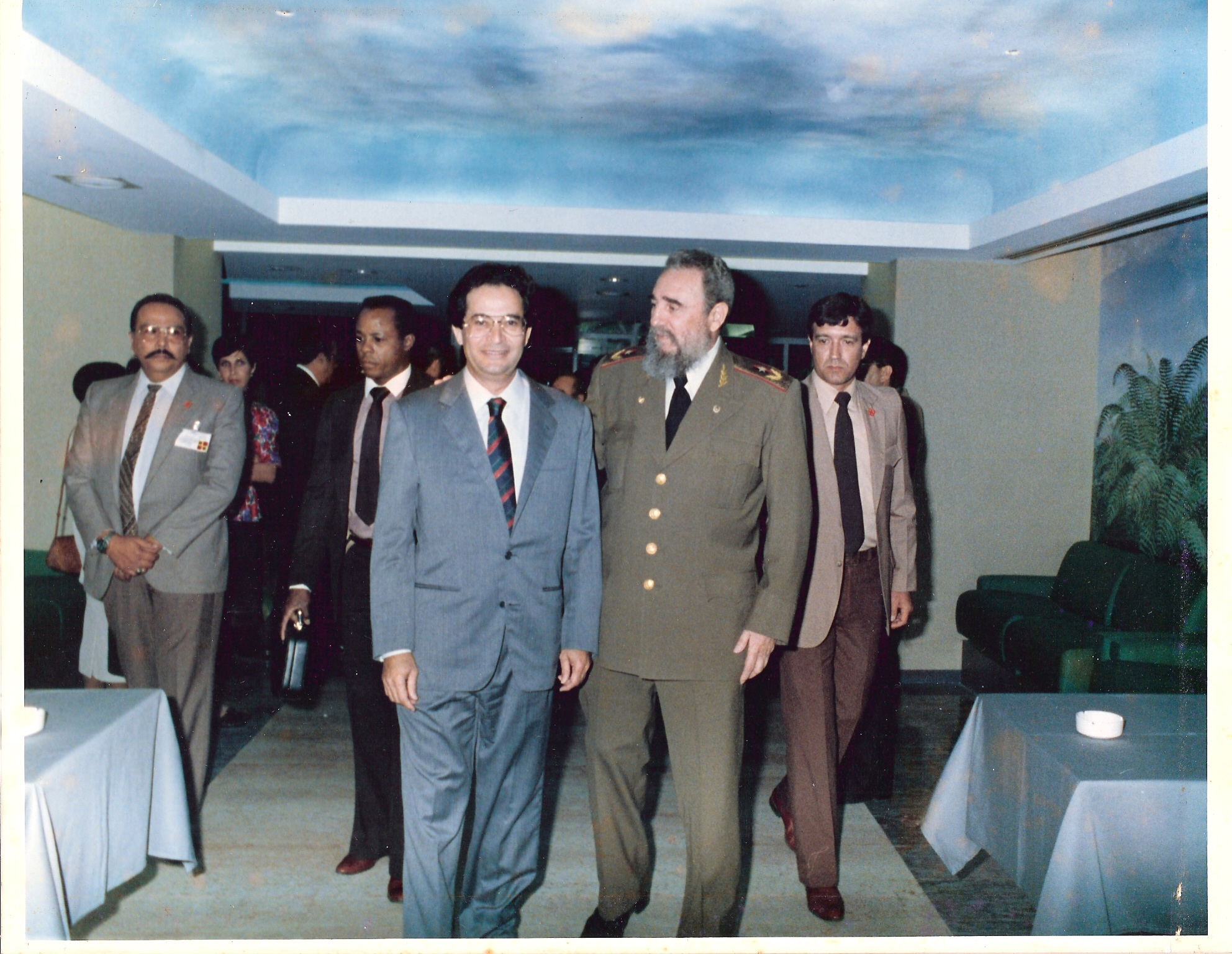
Ministro Luis Beltrán Guerra recibe a Fidel Castro.

La inauguración contó con la asistencia de 20 jefes de Estado, el vicepresidente de los Estados Unidos, el Secretario General de la Organización de los Estados Americanos, el presidente del Banco Interamericano de Desarrollo y el Secretario General de la Organización de Países Exportadores de Petróleo, así como decenas de ministros de Asuntos Exteriores, expresidentes y embajadores. Carlos Andrés Pérez en su discurso inaugural exclamo:
“El Estado deberá despojarse del intervencionismo avasallante de Estado protector y munificente, que terminó siendo un Estado obstruccionista, un Estado benefactor y en muchas ocasiones una agencia de contratación complaciente y, por tanto, degradante”.

## Reacciones
La inauguración también fue conocida como "La Coronación" por su escala y la cantidad de asistentes. La oposición criticó la fastuosidad de la programación de los actos de toma de posesión. El secretario general Copei Eduardo Fernández, indicó días antes que "El jueves habrá uña especie de coronación... en medio del mayor boato el Gobierno pide al pueblo que haga sacrificios." El líder de la oposición, tras preguntarse cuánto cuesta el acto de trasmisión de poderes, señaló que el testimonio que está dando el Gobierno no es precisamente de austeridad.
"Lo que ha hecho es montar un tremendo bonche que no hicieron Rómulo Betancourt, ni Raúl Leoni, ni Pérez en su primer reinado, ni Luis Herrera ni Jaime Lusinchi".
Teodoro Petkoff definió como “aquella Venezuela faraónica” al momento de la investidura y de los eventos posteriores, diciendo que se descorcharon 1.200 botellas de whisky, diciendo “que fue algo tan, tan obsceno”, y criticando el lujo con el “contraste tan marcado con las dificultades que vivía el país…”.